# 王俊 (1894年)

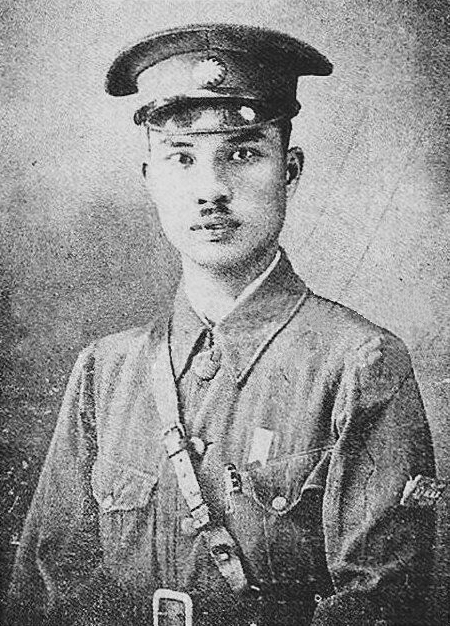
王俊

王俊（1894年—1976年），派名钦宠，号荣切，字达天。广东省澄迈县文儒镇排坡园村人，中华民国政治人物、中华民国陆军中将、军事理论家、教育家。

## 生平
王俊早年毕业于日本陆军士官学校。1924年黄埔军校创办时，任教官。北伐战争时期，历任国民革命军旅参谋长、副师长、师长。1931年，王俊任陆军步兵学校第一任校长，蒋介石亲任校长后，王俊改任教育长。1935年，获国民政府任命为陆军中将。八一三事变淞沪抗战前夕，王俊代表国民政府中央赴上海与日军谈判。
抗日战争时期，任国民政府军事委员会第一部次长、第12集团军副总司令兼参谋长、国民政府军训部次长。日军占领广州后，王俊发誓要同日军血战到底，在粤北组织抗战，阻挡日军北上，在其指挥下取得二次粤北大捷。王俊与杨杰、蒋百里并称“三大军事理论家”。
1947年，王俊任国民政府立法院第四届立法委员。1948年，当选行宪第一届立法院立法委员。1949年赴台湾，继续担任立法院立法委员。
1976年，王俊逝世。

## 家庭
- 弟：王毅（1900年－1949年），中华民国陆军中将[1]。
- 侄：王弼(小王俊七歲)，之後於民國36-38年之際移居台灣，後人在台灣、美國、加拿大，中華民國陸軍少將